# Gonçalo Annes Bandarra
Gonçalo Annes Bandarra (Trancoso, 1500 – Trancoso, 1556) è stato uno scrittore portoghese.

## LeTrovasdi Bandarra
Calzolaio di professione, Bandarra è soprattutto conosciuto per aver composto le famose Trovas, poesie popolari, messianiche e vaticinanti, che sono state la base delle ricerche e delle riflessioni di António Vieira, di Fernando Pessoa e di altri autori lusitani per l'elaborazione della visione messianico-millenarista portoghese denominata Quinto Impero, e per il movimento messianico portoghese chiamato Sebastianismo.
Le Trovas de Bandarra interpretano la Bibbia in senso messianico e nazionale portoghese. La loro lettura fu proibita dal Tribunale dell'Inquisizione, il quale accusò Bandarra di essere ebreo al tempo in cui, durante il XVI secolo, l'Ebraismo era proibito in Portogallo, al pari di ogni altra religione salvo il Cattolicesimo.
La sua figura, tra storia e mito, è considerata talvolta quella di un profeta della nazione portoghese, e la fama dei suoi vaticini ne fa una sorta di Nostradamus lusitano.